# Coupe du monde de football 1962
 (mai 2024).
Si vous disposez d'ouvrages ou d'articles de référence ou si vous connaissez des sites web de qualité traitant du thème abordé ici, merci de compléter l'article en donnant les références utiles à sa vérifiabilité et en les liant à la section « Notes et références ».
Navigation
Suède 1958 Angleterre 1966
La Coupe du monde de football 1962 est la septième édition de la Coupe du monde de football. Elle se tient au Chili du 30 mai au 17 juin 1962 et a vu le sacre du Brésil pour la deuxième fois.
Cette édition est marquée par un jeu plus défensif et surtout plus physique.

## Équipes qualifiées
Europe
- Bulgarie
- Union soviétique
- Tchécoslovaquie
- Angleterre
- Allemagne de l'Ouest
- Espagne
- Hongrie
- Italie
- Yougoslavie
- Suisse

Amérique du Nord, centrale et caraïbes
- Mexique

Amérique du Sud
- Brésil (champion du monde 1958)
- Chili (pays organisateur)
- Argentine
- Colombie
- Uruguay

## Stades
| \| Arica Rancagua Santiago du Chili Viña del Mar \| Sites de la Coupe du monde 1962 |
| Arica Rancagua Santiago du Chili Viña del Mar                                       |

- Arica : Estadio Carlos Dittborn (25 000 places)
- Rancagua : Estadio Braden Cooper Co. (25 000)
- Santiago : Estadio Nacional de Chile (75 000)
- Viña del Mar : Estadio Sausalito (32 000)

## Premier tour
Lors du tirage au sort effectué à Santiago le 18 janvier 1962, quatre équipes sont désignées têtes de série : le Brésil (champion du monde en titre), l'Italie, l'Angleterre et l'Uruguay. Chaque poule est donc composée de quatre équipes dont une tête de série. La poule la plus relevée est sans conteste le groupe 2 où figurent l'Italie, la RFA, le Chili (pays organisateur) et la Suisse.

### Groupe I
Les deux équipes européennes éliminent les équipes sud-américaines. L'URSS termine le groupe en tête invaincue et concède un spectaculaire match nul sur le score de 4 buts partout contre les néophytes colombiens.
| Classement final |                  |     |   |   |   |   |    |    |      |
|                  | Équipe           | Pts | J | G | N | P | BP | BC | Moy. |
| 1                | Union soviétique | 5   | 3 | 2 | 1 | 0 | 8  | 5  | 1.60 |
| 2                | Yougoslavie      | 4   | 3 | 2 | 0 | 1 | 8  | 3  | 2.67 |
| 3                | Uruguay          | 2   | 3 | 1 | 0 | 2 | 4  | 6  | 0.67 |
| 4                | Colombie         | 1   | 3 | 0 | 1 | 2 | 5  | 11 | 0.45 |

| 30 mai | Uruguay          | 2 | 1 | Colombie    |
| 31 mai | Union soviétique | 2 | 0 | Yougoslavie |
| 2 juin | Yougoslavie      | 3 | 1 | Uruguay     |
| 3 juin | Union soviétique | 4 | 4 | Colombie    |
| 6 juin | Union soviétique | 2 | 1 | Uruguay     |
| 7 juin | Yougoslavie      | 5 | 0 | Colombie    |

1re journée
| 30 mai 1962                       | Uruguay                 | 2 - 1 | Colombie           | Estadio Carlos Dittborn, Arica               |                                              |
| 15:00 · Historique des rencontres | Sasía 56e · Cubilla 75e |       | Zuluaga 19e (pen.) | Spectateurs : 7 908 Arbitrage : Andor Dorogi | Spectateurs : 7 908 Arbitrage : Andor Dorogi |
| 15:00 · Historique des rencontres | Rapport                 |       |                    | Spectateurs : 7 908 Arbitrage : Andor Dorogi | Spectateurs : 7 908 Arbitrage : Andor Dorogi |

| 31 mai 1962                       | Union soviétique            | 2 - 0 | Yougoslavie | Estadio Carlos Dittborn, Arica                |                                               |
| 15:00 · Historique des rencontres | Ivanov 51e · Ponedelnik 83e |       |             | Spectateurs : 15 000 Arbitrage : Albert Dusch | Spectateurs : 15 000 Arbitrage : Albert Dusch |
| 15:00 · Historique des rencontres | Rapport                     |       |             | Spectateurs : 15 000 Arbitrage : Albert Dusch | Spectateurs : 15 000 Arbitrage : Albert Dusch |

2e journée
| 2 juin 1962                       | Yougoslavie                                   | 3 - 1 | Uruguay     | Estadio Carlos Dittborn, Arica              |                                             |
| 15:00 · Historique des rencontres | Skoblar 25e (pen.) · Galić 29e · Jerković 49e |       | Cabrera 19e | Spectateurs : 8 829 Arbitrage : Karol Galba | Spectateurs : 8 829 Arbitrage : Karol Galba |
| 15:00 · Historique des rencontres | Rapport                                       |       |             | Spectateurs : 8 829 Arbitrage : Karol Galba | Spectateurs : 8 829 Arbitrage : Karol Galba |

| 3 juin 1962                       | Union soviétique                                 | 4 - 4 | Colombie                                       | Estadio Carlos Dittborn, Arica                   |                                                  |
| 15:00 · Historique des rencontres | Ivanov 8e, 11e · Tchislenko 10e · Ponedelnik 56e |       | Aceros 21e · Coll 68e · Rada 72e · Klinger 86e | Spectateurs : 8 040 Arbitrage : João Etzel Filho | Spectateurs : 8 040 Arbitrage : João Etzel Filho |
| 15:00 · Historique des rencontres | Rapport                                          |       |                                                | Spectateurs : 8 040 Arbitrage : João Etzel Filho | Spectateurs : 8 040 Arbitrage : João Etzel Filho |

3e journée
| 6 juin 1962                       | Union soviétique         | 2 - 1 | Uruguay   | Estadio Carlos Dittborn, Arica               |                                              |
| 15:00 · Historique des rencontres | Mamykin 38e · Ivanov 89e |       | Sasía 54e | Spectateurs : 9 973 Arbitrage : Cesare Jonni | Spectateurs : 9 973 Arbitrage : Cesare Jonni |
| 15:00 · Historique des rencontres | Rapport                  |       |           | Spectateurs : 9 973 Arbitrage : Cesare Jonni | Spectateurs : 9 973 Arbitrage : Cesare Jonni |

| 7 juin 1962                       | Yougoslavie                                    | 5 - 0 | Colombie | Estadio Carlos Dittborn, Arica                |                                               |
| 15:00 · Historique des rencontres | Galić 20e, 61e · Jerković 25e, 87e · Melić 82e |       |          | Spectateurs : 7 167 Arbitrage : Carlos Robles | Spectateurs : 7 167 Arbitrage : Carlos Robles |
| 15:00 · Historique des rencontres | Rapport                                        |       |          | Spectateurs : 7 167 Arbitrage : Carlos Robles | Spectateurs : 7 167 Arbitrage : Carlos Robles |

### Groupe II
Le pays organisateur, qui en est à sa troisième phase finale de Coupe du monde, fait honneur à son rang d'hôte en se qualifiant pour les quarts de finale, grâce à deux victoires dont l'une sur l'Italie, obtenue à l'issue d'un match très violent connu comme la « Bataille de Santiago ». La Suisse perd tous ses matchs, tandis que la RFA termine en tête et invaincue (2 victoires pour un nul).
| Classement final |                      |     |   |   |   |   |    |    |      |
|                  | Équipe               | Pts | J | G | N | P | BP | BC | Moy. |
| 1                | Allemagne de l'Ouest | 5   | 3 | 2 | 1 | 0 | 4  | 1  | 4.00 |
| 2                | Chili                | 4   | 3 | 2 | 0 | 1 | 5  | 3  | 1.67 |
| 3                | Italie               | 3   | 3 | 1 | 1 | 1 | 3  | 2  | 1.50 |
| 4                | Suisse               | 0   | 3 | 0 | 0 | 3 | 2  | 8  | 0.25 |

| 30 mai | Chili                | 3 | 1 | Suisse               |
| 31 mai | Italie               | 0 | 0 | Allemagne de l'Ouest |
| 2 juin | Chili                | 2 | 0 | Italie               |
| 3 juin | Allemagne de l'Ouest | 2 | 1 | Suisse               |
| 7 juin | Allemagne de l'Ouest | 2 | 0 | Chili                |
| 8 juin | Italie               | 3 | 0 | Suisse               |

1re journée
| 30 mai 1962                       | Chili                          | 3 - 1 | Suisse      | Estadio Nacional, Santiago                 |                                            |
| 15:00 · Historique des rencontres | Sánchez 44e, 55e · Ramírez 52e |       | Wüthrich 8e | Spectateurs : 65 006 Arbitrage : Ken Aston | Spectateurs : 65 006 Arbitrage : Ken Aston |
| 15:00 · Historique des rencontres | Rapport                        |       |             | Spectateurs : 65 006 Arbitrage : Ken Aston | Spectateurs : 65 006 Arbitrage : Ken Aston |

| 31 mai 1962                       | Allemagne de l'Ouest | 0 - 0 | Italie | Estadio Nacional, Santiago                    |                                               |
| 15:00 · Historique des rencontres |                      |       |        | Spectateurs : 65 440 Arbitrage : Bob Davidson | Spectateurs : 65 440 Arbitrage : Bob Davidson |
| 15:00 · Historique des rencontres | Rapport              |       |        | Spectateurs : 65 440 Arbitrage : Bob Davidson | Spectateurs : 65 440 Arbitrage : Bob Davidson |

2e journée
| 2 juin 1962                       | Chili                  | 2 - 0 | Italie | Estadio Nacional, Santiago                 |                                            |
| 15:00 · Historique des rencontres | Ramírez 73e · Toro 87e |       |        | Spectateurs : 66 057 Arbitrage : Ken Aston | Spectateurs : 66 057 Arbitrage : Ken Aston |
| 15:00 · Historique des rencontres | Rapport                |       |        | Spectateurs : 66 057 Arbitrage : Ken Aston | Spectateurs : 66 057 Arbitrage : Ken Aston |

| 3 juin 1962                       | Allemagne de l'Ouest      | 2 - 1 | Suisse        | Estadio Nacional, Santiago                |                                           |
| 15:00 · Historique des rencontres | Brülls 45+1e · Seeler 61e |       | Schneiter 73e | Spectateurs : 64 922 Arbitrage : Leo Horn | Spectateurs : 64 922 Arbitrage : Leo Horn |
| 15:00 · Historique des rencontres | Rapport                   |       |               | Spectateurs : 64 922 Arbitrage : Leo Horn | Spectateurs : 64 922 Arbitrage : Leo Horn |

3e journée
| 6 juin 1962                       | Allemagne de l'Ouest              | 2 - 0 | Chili | Estadio Nacional, Santiago                    |                                               |
| 15:00 · Historique des rencontres | Szymaniak 21e (pen.) · Seeler 82e |       |       | Spectateurs : 67 224 Arbitrage : Bob Davidson | Spectateurs : 67 224 Arbitrage : Bob Davidson |
| 15:00 · Historique des rencontres | Rapport                           |       |       | Spectateurs : 67 224 Arbitrage : Bob Davidson | Spectateurs : 67 224 Arbitrage : Bob Davidson |

| 7 juin 1962                       | Italie                        | 3 - 0 | Suisse | Estadio Nacional, Santiago                        |                                                   |
| 15:00 · Historique des rencontres | Mora 3e · Bulgarelli 65e, 68e |       |        | Spectateurs : 59 828 Arbitrage : Nikolaï Latychev | Spectateurs : 59 828 Arbitrage : Nikolaï Latychev |
| 15:00 · Historique des rencontres | Rapport                       |       |        | Spectateurs : 59 828 Arbitrage : Nikolaï Latychev | Spectateurs : 59 828 Arbitrage : Nikolaï Latychev |

### Groupe III
Le champion sortant brésilien est dans le même groupe que son futur adversaire en finale, la Tchécoslovaquie de Josef Masopust, contre laquelle il est contraint au partage des points sur un score nul et vierge. Pour sa quatrième participation d'affilée, le Mexique passe encore à la trappe au premier tour. Avec 2 points comme le Mexique, l'Espagne de Ferenc Puskas et Alfredo Di Stéfano est également éliminée.
| Classement final |                 |     |   |   |   |   |    |    |      |
|                  | Équipe          | Pts | J | G | N | P | BP | BC | Moy. |
| 1                | Brésil          | 5   | 3 | 2 | 1 | 0 | 4  | 1  | 4.00 |
| 2                | Tchécoslovaquie | 3   | 3 | 1 | 1 | 1 | 2  | 3  | 0.67 |
| 3                | Mexique         | 2   | 3 | 1 | 0 | 2 | 3  | 4  | 0.75 |
| 4                | Espagne         | 2   | 3 | 1 | 0 | 2 | 2  | 3  | 0.67 |

| 30 mai | Brésil          | 2 | 0 | Mexique         |
| 31 mai | Tchécoslovaquie | 1 | 0 | Espagne         |
| 2 juin | Brésil          | 0 | 0 | Tchécoslovaquie |
| 3 juin | Espagne         | 1 | 0 | Mexique         |
| 7 juin | Brésil          | 2 | 1 | Espagne         |
| 8 juin | Mexique         | 3 | 1 | Tchécoslovaquie |

1re journée
| 30 mai 1962                       | Brésil                         | 2 - 0 | Mexique | Estadio Sausalito, Viña del Mar                   |                                                   |
| 15:00 · Historique des rencontres | ( Pelé) Zagallo 56e · Pelé 73e |       |         | Spectateurs : 10 484 Arbitrage : Gottfried Dienst | Spectateurs : 10 484 Arbitrage : Gottfried Dienst |
| 15:00 · Historique des rencontres | Rapport                        |       |         | Spectateurs : 10 484 Arbitrage : Gottfried Dienst | Spectateurs : 10 484 Arbitrage : Gottfried Dienst |

| 31 mai 1962                       | Tchécoslovaquie | 1 - 0 | Espagne | Estadio Sausalito, Viña del Mar                     |                                                     |
| 15:00 · Historique des rencontres | Štibrányi 80e   |       |         | Spectateurs : 12 700 Arbitrage : Carl Erich Steiner | Spectateurs : 12 700 Arbitrage : Carl Erich Steiner |
| 15:00 · Historique des rencontres | Rapport         |       |         | Spectateurs : 12 700 Arbitrage : Carl Erich Steiner | Spectateurs : 12 700 Arbitrage : Carl Erich Steiner |

2e journée
| 2 juin 1962                       | Brésil  | 0 - 0 | Tchécoslovaquie | Estadio Sausalito, Viña del Mar                  |                                                  |
| 15:00 · Historique des rencontres |         |       |                 | Spectateurs : 14 903 Arbitrage : Pierre Schwinte | Spectateurs : 14 903 Arbitrage : Pierre Schwinte |
| 15:00 · Historique des rencontres | Rapport |       |                 | Spectateurs : 14 903 Arbitrage : Pierre Schwinte | Spectateurs : 14 903 Arbitrage : Pierre Schwinte |

| 3 juin 1962                       | Espagne   | 1 - 0 | Mexique | Estadio Sausalito, Viña del Mar                 |                                                 |
| 15:00 · Historique des rencontres | Peiró 90e |       |         | Spectateurs : 11 875 Arbitrage : Branko Tesanić | Spectateurs : 11 875 Arbitrage : Branko Tesanić |
| 15:00 · Historique des rencontres | Rapport   |       |         | Spectateurs : 11 875 Arbitrage : Branko Tesanić | Spectateurs : 11 875 Arbitrage : Branko Tesanić |

3e journée
| 6 juin 1962                       | Brésil                                             | 2 - 1 | Espagne      | Estadio Sausalito, Viña del Mar                    |                                                    |
| 15:00 · Historique des rencontres | ( Zagallo) Amarildo 72e, ( Garrincha) Amarildo 86e |       | Adelardo 35e | Spectateurs : 18 715 Arbitrage : Sergio Bustamante | Spectateurs : 18 715 Arbitrage : Sergio Bustamante |
| 15:00 · Historique des rencontres | Rapport                                            |       |              | Spectateurs : 18 715 Arbitrage : Sergio Bustamante | Spectateurs : 18 715 Arbitrage : Sergio Bustamante |

| 7 juin 1962                       | Mexique                                         | 3 - 1 | Tchécoslovaquie | Estadio Sausalito, Viña del Mar                   |                                                   |
| 15:00 · Historique des rencontres | Díaz 12e · del Aguila 29e · Hernández 90e (pen) |       | Mašek 1re       | Spectateurs : 10 648 Arbitrage : Gottfried Dienst | Spectateurs : 10 648 Arbitrage : Gottfried Dienst |
| 15:00 · Historique des rencontres | Rapport                                         |       |                 | Spectateurs : 10 648 Arbitrage : Gottfried Dienst | Spectateurs : 10 648 Arbitrage : Gottfried Dienst |

### Groupe IV
Pour sa première participation, l'équipe de Bulgarie, ne marque qu'un seul but et un seul point et se classe dernière d'un groupe remporté par la Hongrie (2 victoires et 1 nul) devant l'Angleterre (une victoire, une défaite et un nul) deuxième qualifiée.
| Classement final |            |     |   |   |   |   |    |    |      |
|                  | Équipe     | Pts | J | G | N | P | BP | BC | Moy. |
| 1                | Hongrie    | 5   | 3 | 2 | 1 | 0 | 8  | 2  | 4.00 |
| 2                | Angleterre | 3   | 3 | 1 | 1 | 1 | 4  | 3  | 1.33 |
| 3                | Argentine  | 3   | 3 | 1 | 1 | 1 | 2  | 3  | 0.67 |
| 4                | Bulgarie   | 1   | 3 | 0 | 1 | 2 | 1  | 7  | 0.14 |

| 30 mai | Argentine  | 1 | 0 | Bulgarie   |
| 31 mai | Hongrie    | 2 | 1 | Angleterre |
| 2 juin | Angleterre | 3 | 1 | Argentine  |
| 3 juin | Hongrie    | 6 | 1 | Bulgarie   |
| 6 juin | Argentine  | 0 | 0 | Hongrie    |
| 7 juin | Angleterre | 0 | 0 | Bulgarie   |

L'Angleterre se qualifie pour les quarts de finale grâce à une meilleure moyenne de buts que l'Argentine.

1re journée
| 30 mai 1962                       | Argentine  | 1 - 0 | Bulgarie | Estadio Braden Cooper Co., Rancagua                    |                                                        |
| 15:00 · Historique des rencontres | Facundo 4e |       |          | Spectateurs : 7 134 Arbitrage : Juan Gardeazábal Garay | Spectateurs : 7 134 Arbitrage : Juan Gardeazábal Garay |
| 15:00 · Historique des rencontres | Rapport    |       |          | Spectateurs : 7 134 Arbitrage : Juan Gardeazábal Garay | Spectateurs : 7 134 Arbitrage : Juan Gardeazábal Garay |

| 31 mai 1962                       | Hongrie                | 2 - 1 | Angleterre         | Estadio Braden Cooper Co., Rancagua      |                                          |
| 15:00 · Historique des rencontres | Tichy 17e · Albert 61e |       | Flowers 60e (pen.) | Spectateurs : 7 938 Arbitrage : Leo Horn | Spectateurs : 7 938 Arbitrage : Leo Horn |
| 15:00 · Historique des rencontres | Rapport                |       |                    | Spectateurs : 7 938 Arbitrage : Leo Horn | Spectateurs : 7 938 Arbitrage : Leo Horn |

2e journée
| 2 juin 1962                       | Angleterre                                     | 3 - 1 | Argentine      | Estadio Braden Cooper Co., Rancagua         |                                             |
| 15:00 · Historique des rencontres | Flowers 17e (pen) · Charlton 42e · Greaves 67e |       | Sanfilippo 81e | Spectateurs : 9 794 Arbitrage : M. Reginato | Spectateurs : 9 794 Arbitrage : M. Reginato |
| 15:00 · Historique des rencontres | Rapport                                        |       |                | Spectateurs : 9 794 Arbitrage : M. Reginato | Spectateurs : 9 794 Arbitrage : M. Reginato |

| 3 juin 1962                       | Hongrie                                           | 6 - 1 | Bulgarie    | Estadio Braden Cooper Co., Rancagua                    |                                                        |
| 15:00 · Historique des rencontres | Albert 1re, 6e, 53e · Tichy 8e 70e · Solymosi 12e |       | Sokolov 64e | Spectateurs : 7 442 Arbitrage : Juan Gardeazábal Garay | Spectateurs : 7 442 Arbitrage : Juan Gardeazábal Garay |
| 15:00 · Historique des rencontres | Rapport                                           |       |             | Spectateurs : 7 442 Arbitrage : Juan Gardeazábal Garay | Spectateurs : 7 442 Arbitrage : Juan Gardeazábal Garay |

3e journée
| 6 juin 1962                       | Hongrie | 0 - 0 | Argentine | Estadio Braden Cooper Co., Rancagua                       |                                                           |
| 15:00 · Historique des rencontres |         |       |           | Spectateurs : 7 945 Arbitrage : Arturo Yamasaki Maldonado | Spectateurs : 7 945 Arbitrage : Arturo Yamasaki Maldonado |
| 15:00 · Historique des rencontres | Rapport |       |           | Spectateurs : 7 945 Arbitrage : Arturo Yamasaki Maldonado | Spectateurs : 7 945 Arbitrage : Arturo Yamasaki Maldonado |

| 7 juin 1962                       | Angleterre | 0 - 0 | Bulgarie | Estadio Braden Cooper Co., Rancagua             |                                                 |
| 15:00 · Historique des rencontres |            |       |          | Spectateurs : 5 700 Arbitrage : Antoine Blavier | Spectateurs : 5 700 Arbitrage : Antoine Blavier |
| 15:00 · Historique des rencontres | Rapport    |       |          | Spectateurs : 5 700 Arbitrage : Antoine Blavier | Spectateurs : 5 700 Arbitrage : Antoine Blavier |

À noter que tous les premiers de groupes ont marqué 5 points avec 2 victoires et un nul au premier tour.

## Tableau final
|  | Quarts de finale            | Quarts de finale       |                             |                             | Demi-finales                | Demi-finales                |   |  | Finale                      | Finale                      |
|  | Quarts de finale            | Quarts de finale       |                             |                             | Demi-finales                | Demi-finales                |   |  | Finale                      | Finale                      |
|  |                             |                        |                             |                             |                             |                             |   |  |                             |                             |
|  | 10 juin / Arica             | 10 juin / Arica        |                             |                             | 13 juin / Santiago du Chili | 13 juin / Santiago du Chili |   |  | 17 juin / Santiago du Chili | 17 juin / Santiago du Chili |
|  | 10 juin / Arica             | 10 juin / Arica        |                             |                             | 13 juin / Santiago du Chili | 13 juin / Santiago du Chili |   |  | 17 juin / Santiago du Chili | 17 juin / Santiago du Chili |
|  | Union soviétique            | 1                      |                             |                             | 13 juin / Santiago du Chili | 13 juin / Santiago du Chili |   |  | 17 juin / Santiago du Chili | 17 juin / Santiago du Chili |
|  | Union soviétique            | 1                      |                             |                             | 13 juin / Santiago du Chili | 13 juin / Santiago du Chili |   |  | 17 juin / Santiago du Chili | 17 juin / Santiago du Chili |
|  | Chili                       | 2                      |                             |                             | 13 juin / Santiago du Chili | 13 juin / Santiago du Chili |   |  | 17 juin / Santiago du Chili | 17 juin / Santiago du Chili |
|  | Chili                       | 2                      | Chili                       | 2                           |                             |                             |   |  | 17 juin / Santiago du Chili | 17 juin / Santiago du Chili |
|  | 10 juin / Viña del Mar      |                        | Chili                       | 2                           |                             |                             |   |  | 17 juin / Santiago du Chili | 17 juin / Santiago du Chili |
|  |                             | Brésil                 | 4                           |                             |                             |                             |   |  | 17 juin / Santiago du Chili | 17 juin / Santiago du Chili |
|  | Brésil                      | Brésil                 | 4                           | 3                           |                             |                             |   |  | 17 juin / Santiago du Chili | 17 juin / Santiago du Chili |
|  | Brésil                      |                        |                             | 3                           |                             |                             |   |  | 17 juin / Santiago du Chili | 17 juin / Santiago du Chili |
|  | Angleterre                  | 1                      |                             |                             |                             |                             |   |  | 17 juin / Santiago du Chili | 17 juin / Santiago du Chili |
|  | Angleterre                  | 1                      | Brésil                      | 3                           |                             |                             |   |  |                             |                             |
|  | 10 juin / Santiago du Chili |                        | Brésil                      | 3                           |                             |                             |   |  |                             |                             |
|  |                             | Tchécoslovaquie        | 1                           |                             |                             |                             |   |  |                             |                             |
|  | Allemagne de l'Ouest        | Tchécoslovaquie        | 1                           | 0                           |                             |                             |   |  |                             |                             |
|  | Allemagne de l'Ouest        | 13 juin / Viña del Mar |                             | 0                           |                             |                             |   |  |                             |                             |
|  | Yougoslavie                 | 1                      |                             |                             |                             |                             |   |  |                             |                             |
|  | Yougoslavie                 | 1                      | Yougoslavie                 | 1                           |                             |                             |   |  |                             |                             |
|  | 10 juin / Rancagua          | 10 juin / Rancagua     | Yougoslavie                 | 1                           | Match pour la 3e place      | Match pour la 3e place      |   |  |                             |                             |
|  | 10 juin / Rancagua          | 10 juin / Rancagua     |                             | Tchécoslovaquie             | Match pour la 3e place      | Match pour la 3e place      | 3 |  |                             |                             |
|  | Hongrie                     | 0                      | 16 juin / Santiago du Chili | 16 juin / Santiago du Chili |                             |                             | 3 |  |                             |                             |
|  | Hongrie                     | 0                      | 16 juin / Santiago du Chili | 16 juin / Santiago du Chili |                             |                             |   |  |                             |                             |
|  | Tchécoslovaquie             | 1                      |                             | Chili                       | 1                           |                             |   |  |                             |                             |
|  | Tchécoslovaquie             | 1                      |                             | Chili                       | 1                           |                             |   |  |                             |                             |
|  |                             |                        |                             |                             |                             |                             |   |  | Yougoslavie                 | 0                           |
|  |                             |                        |                             |                             |                             |                             |   |  | Yougoslavie                 | 0                           |

### Quarts de finale
Le pays hôte se qualifie pour les demi-finales en battant l'URSS, après avoir notamment ouvert le score par un but de Leonel Sanchez.
| 10 juin 1962                      | Chili                   | 2 - 1 | Union soviétique | Estadio Carlos Dittborn, Arica            |                                           |
| 14:30 · Historique des rencontres | Sánchez 11e · Rojas 29e |       | Tchislenko 26e   | Spectateurs : 17 268 Arbitrage : Leo Horn | Spectateurs : 17 268 Arbitrage : Leo Horn |
| 14:30 · Historique des rencontres | Rapport                 |       |                  | Spectateurs : 17 268 Arbitrage : Leo Horn | Spectateurs : 17 268 Arbitrage : Leo Horn |

La Tchécoslovaquie élimine son voisin hongrois sur le score le plus minime.
| 10 juin 1962                      | Tchécoslovaquie | 1 - 0 | Hongrie | Estadio Braden Cooper Co., Rancagua               |                                                   |
| 14:30 · Historique des rencontres | Scherer 13e     |       |         | Spectateurs : 11 690 Arbitrage : Nikolaï Latychev | Spectateurs : 11 690 Arbitrage : Nikolaï Latychev |
| 14:30 · Historique des rencontres | Rapport         |       |         | Spectateurs : 11 690 Arbitrage : Nikolaï Latychev | Spectateurs : 11 690 Arbitrage : Nikolaï Latychev |

Le Brésil élimine l'Angleterre par 3 buts à 1 dont un doublé de Garrincha.
| 10 juin 1962                      | Brésil                                              | 3 - 1 | Angleterre   | Estadio Sausalito, Viña del Mar                  |                                                  |
| 14:30 · Historique des rencontres | ( Zagallo) Garrincha 31e · Vavá 53e · Garrincha 59e |       | Hitchens 38e | Spectateurs : 17 736 Arbitrage : Pierre Schwinte | Spectateurs : 17 736 Arbitrage : Pierre Schwinte |
| 14:30 · Historique des rencontres | Rapport                                             |       |              | Spectateurs : 17 736 Arbitrage : Pierre Schwinte | Spectateurs : 17 736 Arbitrage : Pierre Schwinte |

Pour la troisième fois d'affilée, un quart de finale de Coupe du monde oppose la RFA à la Yougoslavie. Battus en 1954 et 1958, les Slaves prennent leur revanche en s'imposant grâce à un but marqué en fin de match.
| 10 juin 1962                      | Yougoslavie   | 1 - 0 | Allemagne de l'Ouest | Estadio Nacional, Santiago                                 |                                                            |
| 14:30 · Historique des rencontres | Radaković 85e |       |                      | Spectateurs : 63 324 Arbitrage : Arturo Yamasaki Maldonado | Spectateurs : 63 324 Arbitrage : Arturo Yamasaki Maldonado |
| 14:30 · Historique des rencontres | Rapport       |       |                      | Spectateurs : 63 324 Arbitrage : Arturo Yamasaki Maldonado | Spectateurs : 63 324 Arbitrage : Arturo Yamasaki Maldonado |

### Demi-finales
La première demi-finale est 100 % européenne, et elle voit la Tchécoslovaquie s'imposer pour se retrouver une deuxième fois en finale, 28 ans après celle disputée contre l'Italie.
| 13 juin 1962                      | Tchécoslovaquie                      | 3 - 1 | Yougoslavie  | Estadio Sausalito, Viña del Mar                  |                                                  |
| 14:30 · Historique des rencontres | Kadraba 48e · Scherer 80e 84e (pen.) |       | Jerković 69e | Spectateurs : 5 890 Arbitrage : Gottfried Dienst | Spectateurs : 5 890 Arbitrage : Gottfried Dienst |
| 14:30 · Historique des rencontres | Rapport                              |       |              | Spectateurs : 5 890 Arbitrage : Gottfried Dienst | Spectateurs : 5 890 Arbitrage : Gottfried Dienst |

L'autre demi-finale est 100 % sud-américaine, et elle voit le Brésil se qualifier pour sa seconde finale consécutive, comme l'Italie en 1934 et 1938.
| 13 juin 1962                      | Brésil                                                                                | 4 - 2 | Chili                         | Estadio Nacional, Santiago                                 |                                                            |
| 14:30 · Historique des rencontres | Garrincha 9e · ( Zagallo) Garrincha 32e · ( Garrincha) Vavá 47e · ( Zagallo) Vavá 78e |       | Toro 42e · Sánchez 61e (pen.) | Spectateurs : 76 500 Arbitrage : Arturo Yamasaki Maldonado | Spectateurs : 76 500 Arbitrage : Arturo Yamasaki Maldonado |
| 14:30 · Historique des rencontres | Rapport                                                                               |       |                               | Spectateurs : 76 500 Arbitrage : Arturo Yamasaki Maldonado | Spectateurs : 76 500 Arbitrage : Arturo Yamasaki Maldonado |

### Match pour la troisième place
Le Chili réalise la meilleure performance de son histoire en Coupe du monde, en arrachant la médaille de bronze à la dernière minute contre la Yougoslavie qui était déjà demi-finaliste en 1930. Il faudra attendre 2010, soit 48 ans après, pour voir le Chili remporter à nouveau un match en phase finale de Coupe du monde.
| 16 juin 1962                      | Chili     | 1 - 0 | Yougoslavie | Estadio Nacional, Santiago                              |                                                         |
| 14:30 · Historique des rencontres | Rojas 90e |       |             | Spectateurs : 67 000 Arbitrage : Juan Gardeazábal Garay | Spectateurs : 67 000 Arbitrage : Juan Gardeazábal Garay |
| 14:30 · Historique des rencontres | Rapport   |       |             | Spectateurs : 67 000 Arbitrage : Juan Gardeazábal Garay | Spectateurs : 67 000 Arbitrage : Juan Gardeazábal Garay |

### Finale
Le Brésil et la Tchécoslovaquie, les deux qualifiés du groupe 3 au premier tour, se retrouvent en finale. Le Brésil parvient à s'imposer en 90 minutes, malgré l'ouverture du score des Européens. L'arbitrage de cette finale a fait l'objet de critiques en Tchécoslovaquie et en URSS, patrie de l'arbitre. En effet, deux penalties en faveur des Tchécoslovaques n'auraient pas été sifflés.[réf. nécessaire]
| 17 juin 1962 14h30        | Brésil                                                              | 3 - 1   | Tchécoslovaquie           | Estadio Nacional, Santiago                                              |                                                                         |
| Historique des rencontres | ( Didi) Amarildo 17e · ( Amarildo) Zito 69e · ( D. Santos) Vavá 78e | (1 - 1) | 15e Masopust (Pospíchal ) | Spectateurs : 69 000 · Arbitrage : Nikolaï Latychev · Photos du match · | Spectateurs : 69 000 · Arbitrage : Nikolaï Latychev · Photos du match · |
| Historique des rencontres | Rapport                                                             |         |                           | Spectateurs : 69 000 · Arbitrage : Nikolaï Latychev · Photos du match · | Spectateurs : 69 000 · Arbitrage : Nikolaï Latychev · Photos du match · |

|  | Titulaires : Gilmar Djalma Santos Mauro Zózimo Nílton Santos Garrincha Zito Didi Amarildo Vavá Zagallo Entraîneur : Aymoré Moreira | Finale de la Coupe du monde 1962 |  | Titulaires : Viliam Schrojf Jiří Tichý Svatopluk Pluskal Ján Popluhár Ladislav Novák Josef Masopust Andrej Kvašňák Tomáš Pospíchal Josef Kadraba Adolf Scherer Josef Jelínek Entraîneur : Rudolf Vytlačil |

## Meilleurs buteurs
4 buts
- Garrincha
- Vavá
- Leonel Sánchez
- Flórián Albert
- Drazen Jerković
- Valentin Ivanov

3 buts
- Amarildo
- Lajos Tichy
- Milan Galić
- Adolf Scherer

2 buts
- Giacomo Bulgarelli
- Igor Tchislenko
- José Sasía
- Uwe Seeler
- Viktor Ponedelnik
- Ron Flowers
- Jorge Toro
- Eladio Rojas
- Jaime Ramírez

## Résumé

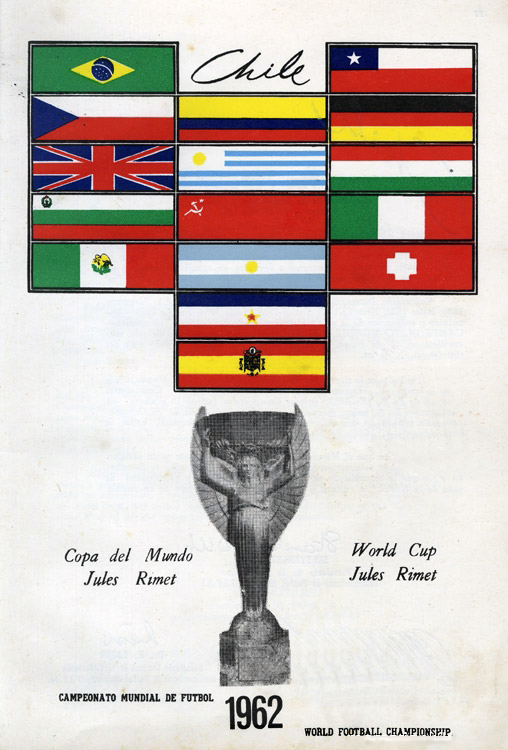
Paru à l'époque dans El Diario Ilustrado (Santiago).

Les préparatifs à cette Coupe du monde sont marqués par le plus grand tremblement de terre jamais subi par le Chili, d'une magnitude de 9,5 en mai 1960. Les dégâts sont considérables, et le pays mettra une énergie exceptionnelle pour rebâtir ses infrastructures et ses stades, avec succès.
Par rapport aux années 1950, la conception du jeu par les plus grandes équipes nationales a beaucoup évolué, au profit de stratégies plus défensives. Les joueurs se montrent plus agressifs dans la conquête du ballon. La moyenne de buts du tournoi descend en dessous de 3 par match pour la première fois, pour ne plus jamais par la suite revenir au-dessus de cette barre.
Pelé fut la victime emblématique de la violence qui sévit pendant toute cette Coupe du monde, blessé dès le deuxième match contre la Tchécoslovaquie. Son absence fut compensée par d'autres techniciens exceptionnels, comme Amarildo et Garrincha. Ils ne semblèrent pas avoir de rival. L'autre performance notable fut celle de l'hôte chilien, dont le collectif solide décrocha une troisième place plutôt inattendue.
L'ambiance délétère de certains matches est passée à la postérité, surtout lors du Chili-Italie (2-0) parfois appelé « bataille de Santiago ». Les Chiliens avaient été motivés par des descriptions peu flatteuses du pays par des journalistes italiens, tandis que les Italiens entrèrent sur le terrain avec des intentions belliqueuses. Les fautes et les accrochages se multiplièrent et l'arbitre anglais, Ken Aston, l'inventeur des cartons jaune et rouge, fit preuve d'une certaine clémence en n'excluant que deux Italiens. Les azzuri durent sortir du terrain sous protection policière.
Les performances de l'équipe nationale déclenchèrent une telle passion au Chili que les organisateurs déplacèrent la demi-finale contre le Brésil de Viña del Mar, où elle était initialement prévue, vers la capitale Santiago. Les Chiliens manifestèrent leur mécontentement en boycottant l'autre demi-finale, Tchécoslovaquie-Yougoslavie, qui attira moins de 6 000 spectateurs. Dans un stade comble, le rival brésilien emporta sa demi-finale 4 buts à 2. Le Brésil était de loin favori de la finale. Même s'il fut mené après un quart d'heure de jeu, il conserva son titre mondial, rejoignant l'Uruguay et l'Italie au palmarès avec deux Coupes du monde.

## Dans la culture
- Le film documentaire Pelé de 2021 évoque la coupe du monde 1962.